# Kremlin Cup 2016
La Kremlin Cup 2016, anche conosciuto come VTB Kremlin Cup per motivi di sponsorizzazione, è stato un torneo di tennis che si è giocato sul cemento indoor. È stata la 27ª edizione del torneo maschile che fa parte della categoria ATP Tour 250 nell'ambito dell'ATP World Tour 2016 e la 21ª del torneo femminile che fa parte della categoria Premier nell'ambito del WTA Tour 2016. Il torneo si è giocato allo Stadio Olimpico di Mosca, in Russia, dal 17 al 23 ottobre 2016.

## Partecipanti ATP

### Teste di serie
| Nazionalità | Giocatore             | Ranking* | Testa di serie |
| ----------- | --------------------- | -------- | -------------- |
| Spagna      | Roberto Bautista Agut | 19       | 1              |
| Spagna      | Albert Ramos Viñolas  | 27       | 2              |
| Germania    | Philipp Kohlschreiber | 30       | 3              |
| Serbia      | Viktor Troicki        | 31       | 4              |
| Slovacchia  | Martin Kližan         | 33       | 5              |
| Spagna      | Pablo Carreño Busta   | 35       | 6              |
| Italia      | Paolo Lorenzi         | 37       | 7              |
| Russia      | Andrej Kuznecov       | 42       | 8              |
| Spagna      | Marcel Granollers     | 43       | 9              |

* Ranking al 10 ottobre 2016.

### Altri partecipanti
I seguenti giocatori hanno ricevuto una wildcard per il tabellone principale:
- Cem İlkel
- Karen Chačanov
- Konstantin Kravčuk

Il seguente giocatore è entrato in tabellone con il ranking protetto:
- Janko Tipsarević

I seguenti giocatori sono passati dalle qualificazioni:

- Aleksandr Bublik
- Aslan Karacev
- Daniil Medvedev
- Jürgen Melzer

Il seguente giocatore è entrato in tabellone come lucky loser:
- Federico Gaio

## Partecipanti WTA

### Teste di serie
| Nazionalità | Giocatrice               | Ranking* | Testa di serie |
| ----------- | ------------------------ | -------- | -------------- |
| Russia      | Svetlana Kuznecova       | 8        | 1              |
| Slovacchia  | Dominika Cibulková       | 10       | 2              |
| Spagna      | Carla Suárez Navarro     | 12       | 3              |
| Ucraina     | Elina Svitolina          | 15       | 4              |
| Russia      | Elena Vesnina            | 19       | 5              |
| Rep. Ceca   | Barbora Strýcová         | 20       | 6              |
| Russia      | Anastasija Pavljučenkova | 21       | 7              |
| Russia      | Dar'ja Kasatkina         | 24       | 8              |
| Ungheria    | Tímea Babos              | 26       | 9              |

* Ranking al 10 ottobre 2016.

### Altre partecipanti
Le seguenti giocatrici hanno ricevuto una wildcard per il tabellone principale:
- Anna Kalinskaja
- Svetlana Kuznecova

Le seguenti giocatrici sono passate dalle qualificazioni:

- Anna Blinkova
- Nicole Gibbs
- Kateřina Siniaková
- Lesja Curenko

La seguente giocatrice è entrata in tabellone come lucky loser:
- Ana Konjuh

## Campioni

### Singolare maschile
Pablo Carreño Busta ha sconfitto in finale  Fabio Fognini con il punteggio di 4-6, 6-3, 6-2.
- È il secondo titolo in carriera e in stagione per Carreño Busta.

### Singolare femminile
Svetlana Kuznecova ha sconfitto in finale  Dar'ja Gavrilova con il punteggio di 6–2, 6–1.
- È il diciassettesimo titolo in carriera per Kuznecova, secondo della stagione. Grazie a questo risultato Svetlana si qualifica per le WTA Finals.

### Doppio maschile
Juan Sebastián Cabal /  Robert Farah hanno sconfitto in finale  Julian Knowle /  Jürgen Melzer con il punteggio di 7-5, 4-6, [10-5].

### Doppio femminile
Andrea Hlaváčková /  Lucie Hradecká hanno sconfitto in finale  Dar'ja Gavrilova /  Dar'ja Kasatkina con il punteggio di 4-6, 6-0, [10-7].